# Fonte Luminosa (Lisboa)

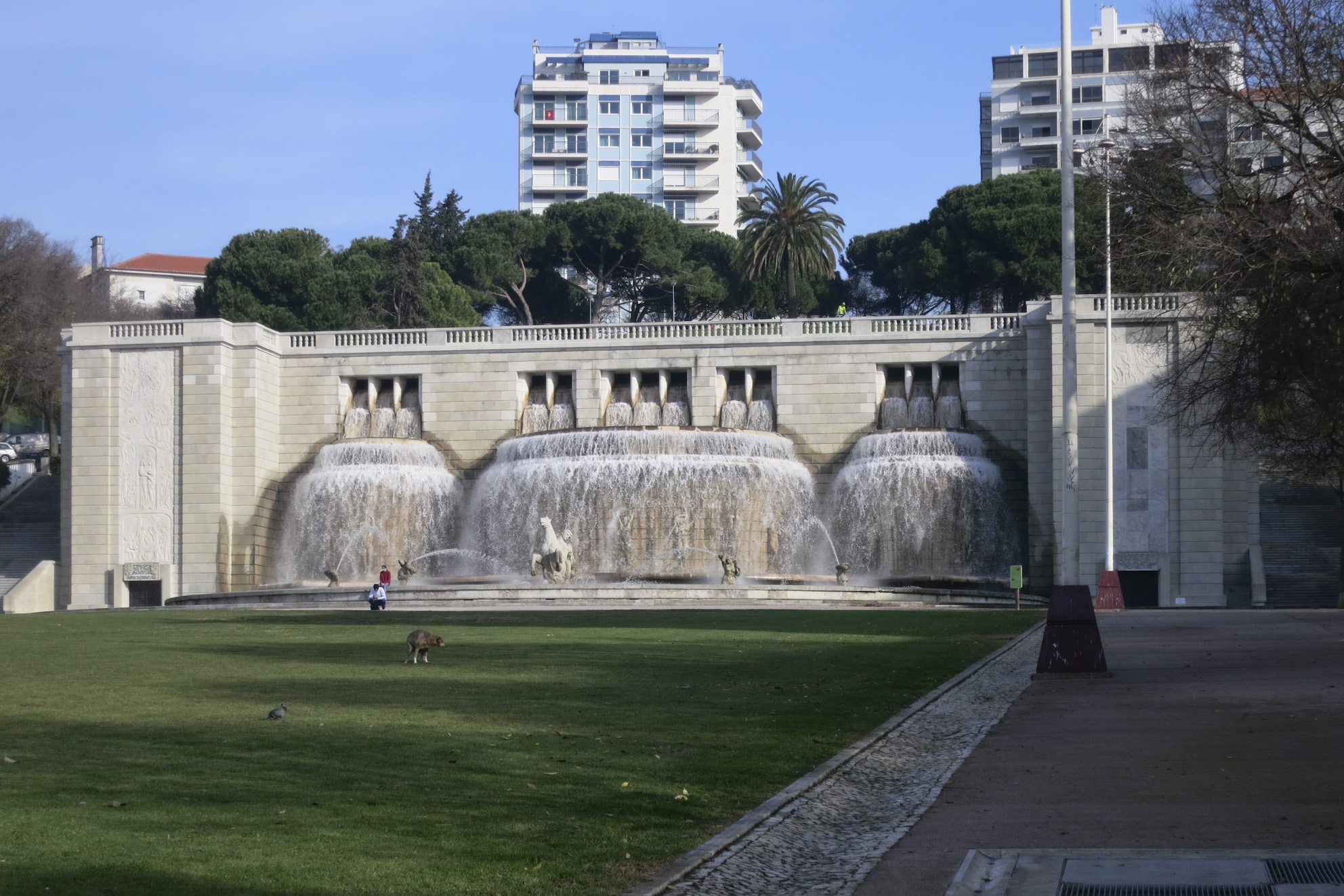
Fonte Monumental (Fonte Luminosa); Alameda D. Afonso Henriques, Lisboa

A Fonte Monumental na Alameda Dom Afonso Henriques, conhecida por Fonte Luminosa situa-se em Lisboa.

## Historial
A fonte foi construída para celebrar o abastecimento regular de água à zona oriental da cidade. Apesar de concebida originalmente em 1938, foi inaugurada apenas em 30 de Maio de 1948. 
O projecto é dos irmãos Carlos Rebello de Andrade e Guilherme Rebello de Andrade e enquadra-se no estilo conservador, frequentemente apelidado Português Suave, dominante na década de 1940; as esculturas são da autoria de Maximiano Alves (Cariátides) e de Diogo de Macedo (Tejo e Tágides); os baixos-relevos (painéis laterais) de Jorge Barradas.

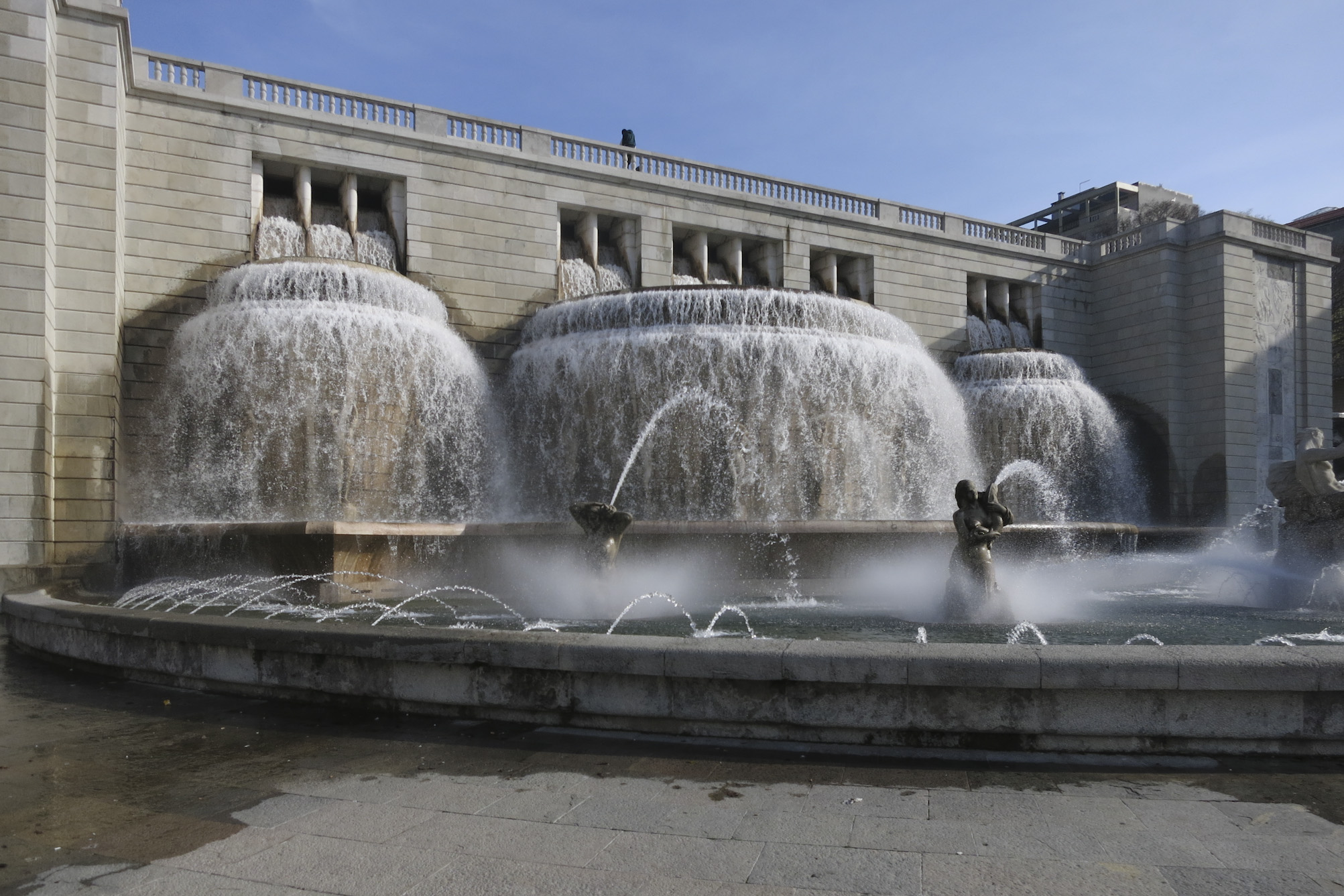
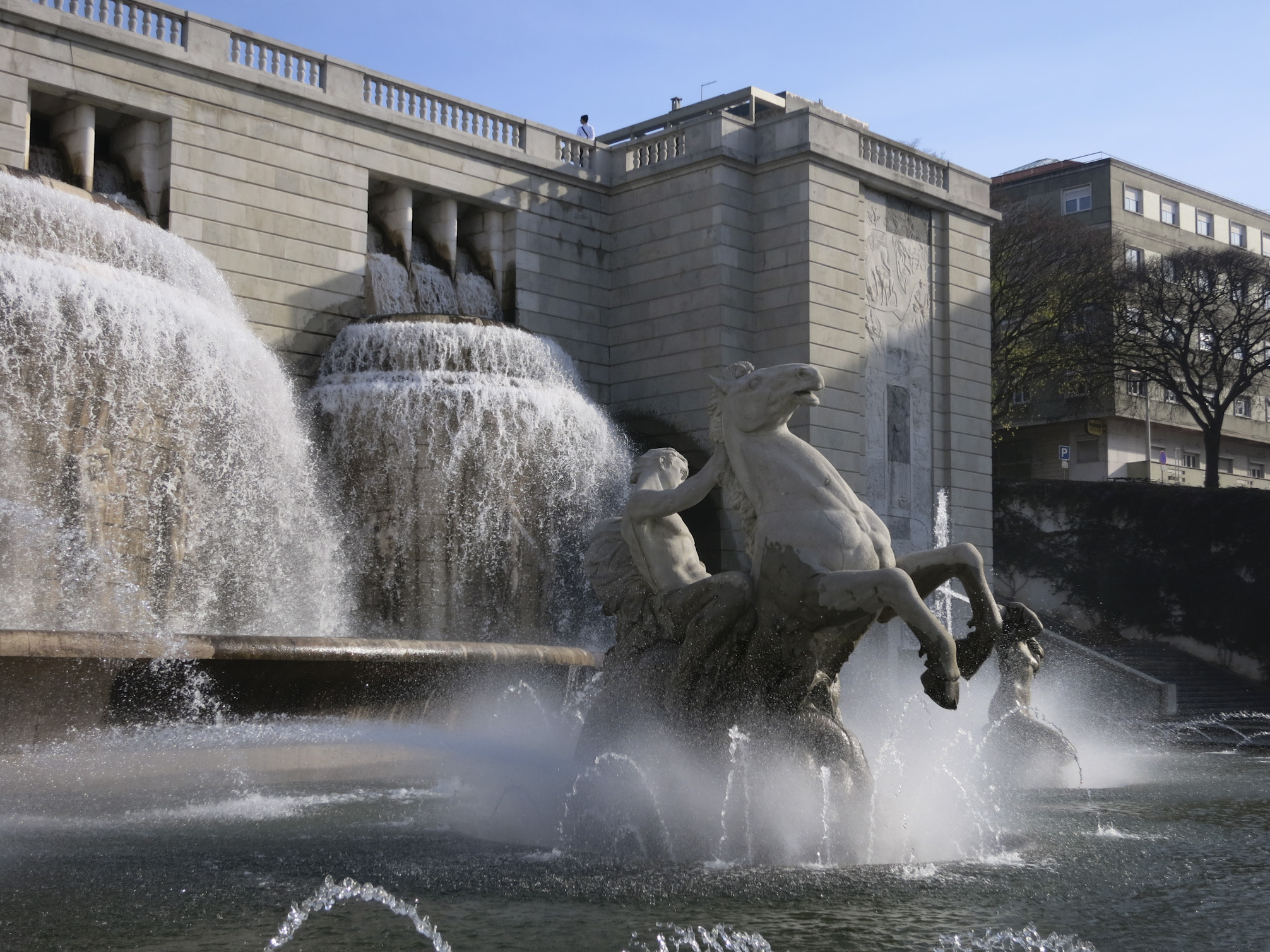
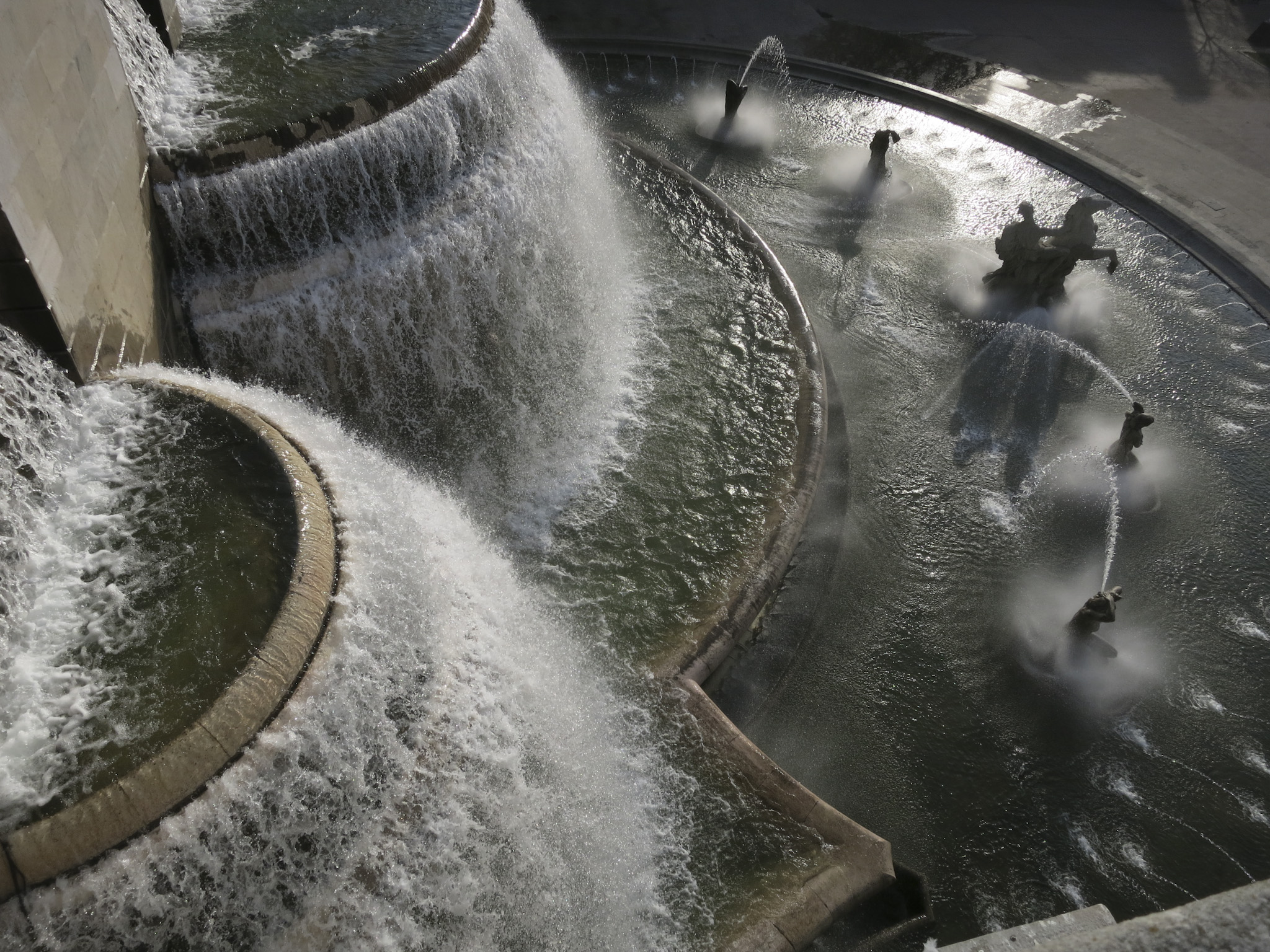